# 시 (노르웨이)

시의 위치

시(노르웨이어: Ski)는 노르웨이 아케르스후스주의 도시로 면적은 165.5km2, 인구는 29,307명(2013년 기준), 인구 밀도는 164명/km2이다.

시 문장

## 자매 도시
- 스웨덴 솔나 시